# Vallejera de Riofrío
Vallejera de Riofrío település Spanyolországban, Salamanca tartományban. Vallejera de Riofrío Navacarros, Béjar, Sanchotello, Fresnedoso, Sorihuela és La Hoya községekkel határos. Lakosainak száma 72 fő (2024).

## Népesség
A település népessége az elmúlt években az alábbi módon változott:
| Lakosok száma | 56   | 67   | 60   | 68   | 69   | 70   | 68   | 73   | 69   | 72   |
|               | 2001 | 2004 | 2007 | 2009 | 2012 | 2014 | 2017 | 2019 | 2022 | 2024 |